# مانويل رودريغوس كويلو
مانويل رودريغوس كويلو (بالبرتغالية: Manuel Rodrigues Coelho‏) هو عازف الأرغن وملحن برتغالي، ولد في 1555 في الواس في البرتغال، وتوفي في 1635 في لشبونة في البرتغال.

## وصلات خارجية
- مانويل رودريغوس كويلو على موقع ميوزك برينز (الإنجليزية)
- مانويل رودريغوس كويلو على موقع أول ميوزيك (الإنجليزية)
- مانويل رودريغوس كويلو على موقع ديسكوغز (الإنجليزية)